# Cora de Todmir

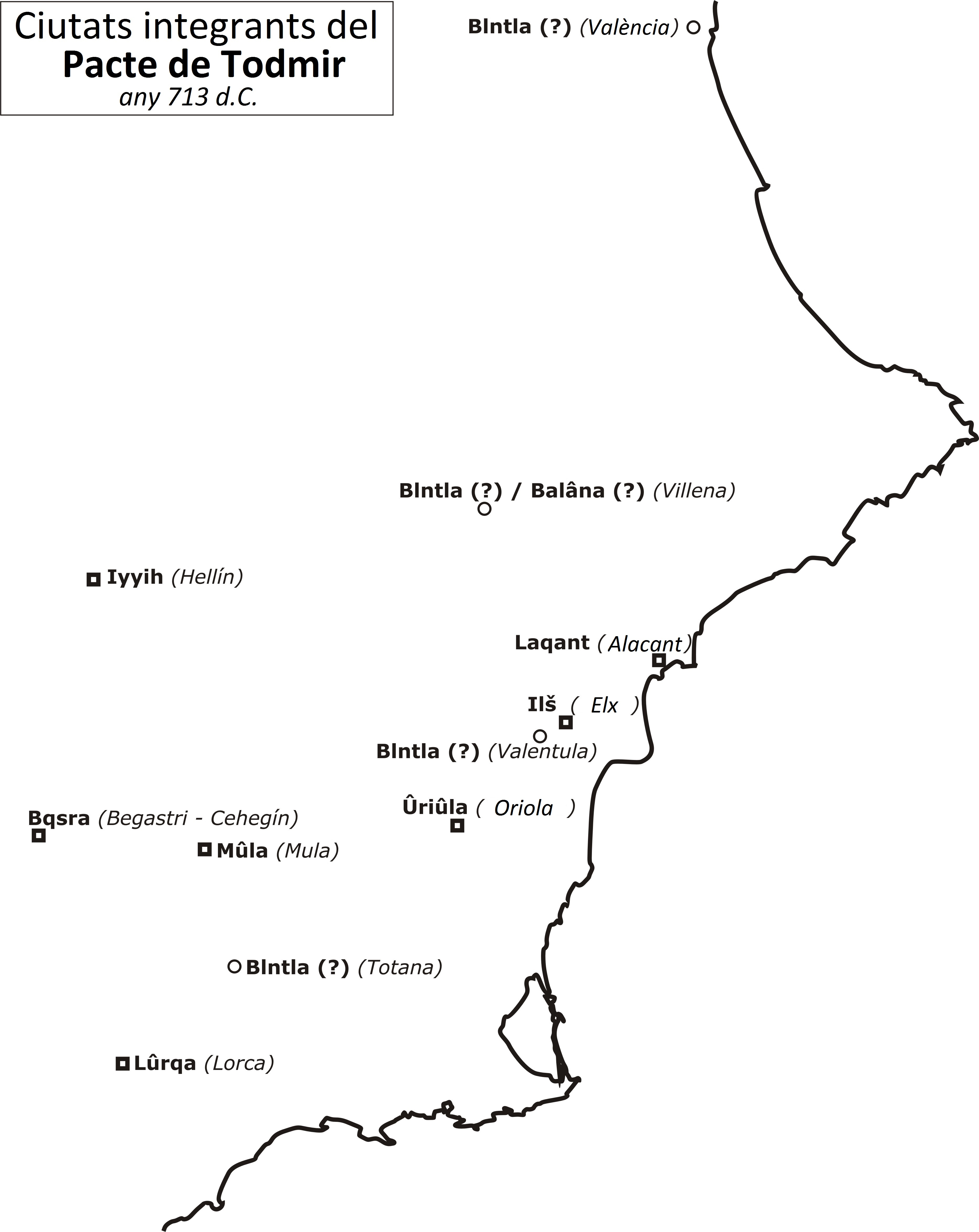
Ciutats integrants del pacte de Todmir, any 713.

La cora de Todmir, també anomenada regne de Tudmir era una entitat territorial i política pertanyent al territori de l'Àndalus, predecessora del Regne de Múrcia.

## Territori
El Pacte de Tudmir inclou set ciutats (potser les principals de la regió) que eren Oriola, Llorca, Alacant, Mula, Begastri (a Cehegín), Elx, Blntla (Villena) i Ello o Ayyuh (Algezares, Iecla, Minateda, Ojós, Hellín?).
El territori que ocupava correspon a grans trets amb el qual actualment ocupen la Regió de Murcia i sud de la província d'Alacant, i no existeixen dades que permeta creure que la Qora de Todmir ocupés tota la província d'Alacant o alguna zona de les actuals províncies de Jaén, Granada o València.
Inicialment la seua capital era Oriola i després es va traslladar a Múrcia després de la fundació d'aquesta.

## Regne de Tudmir
Teodomir governava aquestes terres (llavors anomenada província d'Aurariola) a l'arribada dels musulmans a la península Ibèrica, qui va pactar amb ells el lliurament de les principals ciutats d'aquest territori en canvi de què es respectessin les vides i propietats dels seus habitants mitjançant el pagament d'un impost anual. El Tractat de Teodomir es va signar a l'abril del 713 entre Teodomir i Abd-al-Aziz ibn Mussa, fill de Mussa ibn Nussayr, el conqueridor de l'Àndalus.

## Cura de Tudmir
De 825 a 1031 fou una cora del territori de l'Àndalus, creada segurament després de les reformes administratives impulsades per Abd-ar-Rahman I quan fou proclamat emir de Qúrtuba (Còrdova) i ocupava el territori de l'actual Regió de Múrcia, la major part de la província d'Albacete, les comarques del nord de la província d'Almeria (Vélez Blanco, Vélez Rubio, Vera, etc.); i continuà així en l'època omeia, i fou retirada de les ciutats de l'interior per les amenaces daneses i noruegues de vàndals, vikings i altres pobles el 844. Aquesta cura fou dividida en regne de Múrcia, regne de Dénia (amb les Balears) i part del regne de Granada (910 a 1031).
La signatura d'aquest pacte va donar lloc a un territori amb total autonomia (a excepció feta del pagament d'impostos i l'obligació de lliurar a moros "traïdors"). Durant algun temps Tudmir també era el topònim amb què es coneixia a la ciutat capital d'aquesta província, primer Oriola, després Llorca i després Múrcia, després de la seva fundació en l'any 825 per ordre d'Abd-ar-Rahman II. El pacte signat per Teodomir sembla que va deixar de tenir vigor amb la instal·lació en el territori d'una banda del yund o tropes sirianes arribades a l'Àndalus uns anys abans des d'Ifríqiya. En qualsevol cas quan Abd-ar-Rahman I va crear la nova divisió administrativa sembla que el pacte no estava en ús.